# Vétille
Vétille est un voilier de plaisance français construit en 1893 par les chantiers Dubigeon de Chantenay-sur-Loire (aujourd'hui quartier de Nantes).
Vétille fait l'objet d'un classement au titre des monuments historiques depuis le 28 avril 1994.

## Histoire
Vétille (en région nantaise, signifiant « bougeotte ») est un des premiers yachts dont la coque est en fer galvanisé de 1,5 mm d'épaisseur. Dernier représentant de la jauge Godinet, dériveur intégral, il est avec Vezon (1887), lui aussi nantais, l'un des plus vieux bateaux de plaisance construit en France naviguant.
Il a navigué en régate jusque dans les années 1960. Délaissé dans une vasière de Noirmoutier, il est acheté en 1982 par Philippe Abalan. Il le restaure et l'expose au CNIT lors du Salon nautique de 1982.
L'association Amerami le rachète en 1983. En 1993, il remporte le premier prix des Rendez-vous de l'Erdre.
En 1997, il bénéficie d'une nouvelle restauration. En 1999, l'association Nantes Voiles Passion en prend la responsabilité dans le cadre d'un partenariat avec Amerami. Cette association prend le nom d'Erdre Voiles Passion depuis que le bateau est accueilli gracieusement dans le port de Sucé-sur-Erdre (en amont de Nantes)